# Manga Action
Manga Action (漫画アクション), abans Weekly Manga Action (WEEKLY漫画アクション), és una revista japonesa de manga seinen editada per Futabasha. Actualment es publica dos cops al mes, el primer i tercer dijous. La revista fou fundada el 7 de juliol del 1967, i és considerada la primera revista veritablement seinen. El 2003 va eliminar del títol la referència a la periodicitat setmanal (weekly) per a reflectir el nou ritme de publicació.
Ha publicat les sèries de manga Shin-chan i Lupin III, entre d'altres. Entre l'octubre del 2009 i el setembre del 2010 tenia una tirada de 200.000 exemplars.

## Sèries de manga publicades
- 009-1 (1967-1970, Shotaro Ishinomori)
- Lupin III (1967-1972, Monkey Punch)
- Lone Wolf and Cub (1970-1976, Kazuo Koike, Goseki Kojima)
- Ganbare!! Tabuchi-kun!! (1978-1979, Hisaichi Ishii)
- Jarinko Chie (1978-1997, Etsumi Haruki)
- Judge (1989-1991, Fujihiko Hosono)
- All Purpose Cultural Cat Girl Nuku Nuku (1990-1991, Yuzo Takada)
- Shin-chan (1990-2010, Yoshito Usui)
- Old Boy (1996-1998, Garon Tsuchiya i Nobuaki Minegishi)
- Shiawase no Jikan (1997-2001, Yasuyuki Kunitomo)
- True Getter Robo!! (1997-1998, Go Nagai i Ken Ishikawa)
- Shamo (1998-2007, Izo Hashimoto i Akio Tanaka)
- High School Girls (2001-2004, Towa Oshima)
- Cutie Honey Tennyo Densetsu (2001-2003, Go Nagai)
- Town of Evening Calm, Country of Cherry Blossoms (2003, Fumiyo Kōno)
- Maestro (2003-2007, Akira Sasō)
- Kodomo no Kodomo (2004, Akira Sasō)
- 17-sai. (2004-2005, (guió de Seiji Fujii i il·lustracions de Yōji Kamata)
- Ochiken (2005-2008, Yoshio Kawashima)
- Hinotama Love (2006-2007, Maya Koikeda)
- Gokudō Meshi (2006-2013, Shigeru Tsuchiyama)
- Crime and Punishment: A Falsified Romance (2007–2011, Naoyuki Ochiai)
- In This Corner of the World (2007-2009, Fumiyo Kōno)
- Stargazing Dog (2008–2009, Takashi Murakami)
- Drifting Net Cafe (2009–2011, Shūzō Oshimi)
- Fujiyama-san wa Shishunki (2012-2015, Makoto Ojiro)
- Inside Mari (2012-2016, Shūzō Oshimi)
- Tomodachi x Monster (2014–2015, Yoshihiko Inui)